# Flugunfall der Swissair im Ärmelkanal
Der Flugunfall der Swissair im Ärmelkanal ereignete sich auf einem internationalen Linienflug der Swissair von Genf nach London-Heathrow am 19. Juni 1954. An diesem Tag kam es über dem Ärmelkanal zu Treibstoffmangel an Bord einer Convair CV-240-4 (HB-IRW), die daraufhin  bei Folkestone notgewassert werden musste. Bei der Evakuierung ertranken drei britische Passagiere.

## Flugzeug
Die betroffene Maschine war eine 1948 gebaute Convair CV-240-4 mit der Werknummer 61. Sie wurde am 9. Dezember 1948 mit dem Luftfahrzeugkennzeichen PH-TEA an die KLM ausgeliefert und erhielt den Taufnamen Adriaan van Ostade. Am 28. November 1953 kaufte die Swissair die Maschine der KLM zu einem Kaufpreis von 2'270'000 CHF ab, liess sie mit dem neuen Luftfahrzeugkennzeichen HB-IRW und dem Taufnamen Ticino zu. Das zweimotorige Kurzstreckenflugzeug war mit zwei Sternmotoren des Typs Pratt & Whitney R-2800 Double Wasp ausgerüstet.

## Passagiere und Besatzung
Den Flug von Genf nach London-Heathrow hatten fünf Passagiere angetreten, die alle die britische Staatsangehörigkeit besassen. Unter den Passagieren befand sich ein zehnjähriger Junge. Die Besatzung der Maschine bestand aus einem Flugkapitän, einem Ersten Offizier, einem Flugbegleiter und einer Flugbegleiterin. Sämtliche Besatzungsmitglieder hatten die schweizerische Staatsangehörigkeit.

## Unfallhergang
Am 19. Juni 1954 sollte mit der Maschine ein internationaler Linienflug vom Flughafen Genf zum Flughafen London-Heathrow durchgeführt werden. Vorher war die Maschine auf der Strecke London–Genf eingesetzt worden.
Beim Überqueren des Ärmelkanals in einer Höhe von 12.000 Fuss bemerkten die Piloten, dass die Tankanzeige nur noch eine geringe Kraftstoffmenge auswies. Das backbordseitige Triebwerk fiel daraufhin aus und der Propeller wurde in die Segelstellung gebracht. Die Piloten glaubten an ein Leck im Tank und begannen mit dem Sinkflug. Kurz darauf fiel auch das zweite Triebwerk aus. Um die Stromversorgung zu erhalten und so weiter Notsignale absetzen zu können, beliess der Kapitän dieses Triebwerk im Windmühlenmodus, was jedoch durch den erhöhten Widerstand den Gleitweg deutlich verkürzte. Der Kapitän teilte der Flugsicherung die Position der Maschine mit und bat, den Kurs ändern zu dürfen, um den näher gelegenen RAF Manston anzusteuern. Es gelang nicht mehr, die britische Küste zu erreichen, sodass die Piloten gegen 23 Uhr Ortszeit im Ärmelkanal, 2,4 Kilometer vor Folkestone, eine Notwasserung einleiteten, die ihnen gelang.

## Rettungsaktion
Nach der Notwasserung trieb die Maschine noch 15 Minuten im Wasser, ehe sie unterging. Es befanden sich keine Schwimmwesten an Bord der Maschine, da sie beim Flug von Überwasserabschnitten mit weniger als 30 Minuten Flugzeit nicht vorgeschrieben waren. Drei Passagiere, die nicht schwimmen konnten, ertranken, während die übrigen sich bis zu ihrer Rettung 45 Minuten nach der Notwasserung über Wasser hielten.
Ein Kranfahrer im Hafen von Folkestone hatte den Unfall gehört. Er meldete ihn umgehend dem Liegeplatzmeister. Vier Mitarbeiter der British Railways ruderten mit einem Boot zum Unfallort, den sie in etwa 30 Minuten erreichten. Fünf Überlebende wurden von dem Boot aufgenommen und an das Fischerboot MV Southern Queen übergeben, das zur Unterstützung des Rettungseinsatzes ausgelaufen war. Rettungsboote aus Dover und Dungeness sowie Hubschrauber von der RAF Manston und der HMS Albion suchten ebenfalls nach Überlebenden. Eine sechste Überlebende wurde von der Southern Queen gerettet, die anderen fünf wurden zu ihr gebracht. Die Überlebenden wurden in das Royal Victoria Hospital in Folkestone transportiert.

## Ursache
Es stellte sich heraus, dass die Piloten vor dem Start in Genf versäumt hatten, die Checklisten für den Start durchzugehen, die Tankanzeigen zu beachten und den Tankfüllstand, wie vorgeschrieben, mit der Messlatte zu prüfen. Dadurch wussten sie nicht, dass das Flugzeug in Genf überhaupt nicht nachgetankt worden und für den Flug nach London unzureichend betankt gewesen war.

## Opfer
Drei Passagiere, die nicht schwimmen konnten, ertranken. Es handelte sich um eine ältere Dame sowie eine Frau mit einem zehnjährigen Sohn.
| Staatsangehörigkeit    | Besatzung | Passagiere | Getötet | Verletzt |
| ---------------------- | --------- | ---------- | ------- | -------- |
| Vereinigtes Königreich | –         | 5          | 3       | 2        |
| Schweiz                | 4         | –          | –       | 4        |
| Gesamt                 | 4         | 5          | 3       | 6        |

Die Leiche eines der Opfer wurde am 27. Juni in St. Margaret’s Bay, Kent, gefunden. Die Leiche eines anderen Opfers wurde später in den Niederlanden angespült. Die Leiche des dritten Opfers blieb verschollen.

## Folgen
Bei einer öffentlichen Anhörung in Ashford, Kent im August 1954 wurde die fliegerische Leistung der Piloten bei der Notwasserung positiv bewertet, jedoch wurde ihnen vorgeworfen, sich nach der Notwasserung nicht ausreichend um Versorgung und Rettung der Passagiere gekümmert zu haben. Nach Feststellung der Unfallursache kündigte die Swissair beiden Piloten, die bereits beurlaubt worden waren.
Der Unfall hatte seitens der Swissair organisatorische Änderungen, härtere Vorschriften und eine verbesserte Schulung von Flugzeugbesatzungen zur Folge. Die ICAO erliess neue Regeln, wonach auch Kurzstreckenflugzeuge mit Schwimmwesten auszurüsten waren. Gesamte Flugzeugbesatzungen mussten regelmässige Übungen für Notwasserungen absolvieren. Bei Flügen über längere Wasserstrecken demonstrieren Kabinenbesatzungen seitdem den Gebrauch von Schwimmwesten.
Der Zwischenfall führte im schweizerischen Volksmund zu der spöttischen Feststellung, dass „HB“, das Luftfahrzeugkennzeichen aller Schweizer Flugzeuge, für „Häsch Benzin?“ ("Hast du Benzin?") stehe.